# 三浦大輔のハマ番
三浦大輔のハマ番（みうらだいすけのハマばん）は、GAORAで2010年度に放送されたトーク番組。

## 概要
- 横浜ベイスターズの三浦大輔が、毎回野球界を初め各界の親交の深い人物を招いての交遊録である[1]。

## 出演者
- MC:三浦大輔
- アシスタント:杜野まこ

## ゲスト
- 赤星憲広(#1,#2)
- 大木こだま(#3)
- 村田修一、石川雄洋(#4)
- 桑田真澄(#5,#6)
- 的場浩司(#7)
- 高岡蒼甫(#8)
- 吉川晃司(#9)